# 云南绣线菊
云南绣线菊（学名：Spiraea yunnanensis）为蔷薇科绣线菊属下的一个种。其种加词 yunnanensis 意为“云南的”。